# ستودارد مارتن
ستودارد مارتن هو شخصية أعمال وسياسي أمريكي، (و. 1811 – 1865 م). انتخب عضو جمعية ولاية ويسكونسن ‏.